# Fate Is the Hunter
Fate Is the Hunter (bra O Destino É o Caçador) é um filme americano de 1964, dos gêneros drama e suspense, dirigido por Ralph Nelson, com roteiro de Harold Meford baseado no romance Fate Is the Hunter, de Ernest K. Gann.

## Elenco
- Glenn Ford..... Sam C. McBane
- Nancy Kwan..... Sally Fraser
- Rod Taylor..... Capitão Jack Savage
- Suzanne Pleshette..... Martha Webster
- Jane Russell..... Jane Russell
- Wally Cox..... Ralph Bundy
- Nehemiah Persoff..... Ben Sawyer
- Mark Stevens..... Mickey Doolan
- Max Showalter..... Dan Crawford
- Constance Towers..... Peg Burke
- Howard St. John..... Mark Hutchins

## Sinopse
Investigador aéreo não mede esforços para estabelecer as causas de um acidente aéreo com 63 vítimas, e para isso precisa investigar o passado do piloto, seu antigo companheiro, e conta com a ajuda de uma comissária de voo, única sobrevivente do acidente.